# Fischer (Seegebiet)

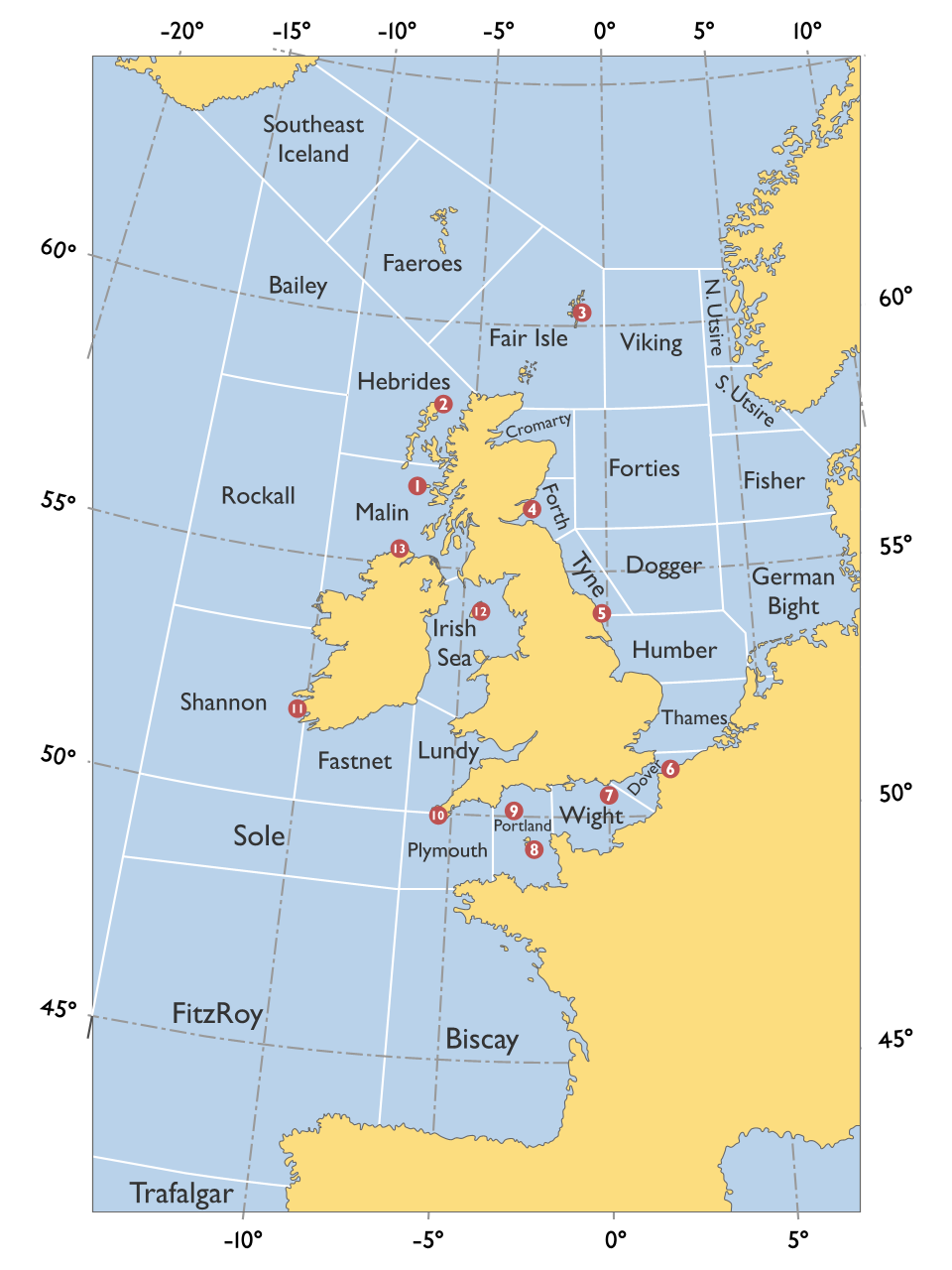
Karte der Seegebiete in Nordsee und Ostatlantik gemäß dem Sprachgebrauch des Seewetterdienstes (Shipping Forecast) der BBC (Skagerrak fehlt)

Fischer ist ein Seegebiet der östlichen Nordsee vor der dänischen Küste. Benannt ist es nach einer in dem Gebiet befindlichen Sandbank.  Im Norden stößt es an das Seegebiet Utsira Süd und im Nordosten an den Skagerrak. Seine südliche Abgrenzung zur Deutschen Bucht liegt etwa in Höhe von Holmsland Klit.
Die Einrichtung dieses Wettervorhersagegebiet wurde 1955 zusammen mit weiteren Änderungen in einer Konferenz von Meteorologen der Nordsee-Anrainerstaaten beschlossen. Fischer entstand ein Jahr später im Wesentlichen aus dem nordöstlichen Teil des damaligen Doggergebiets. 1984 und zuletzt 2002 wurden die Aufteilungen der Seegebiete erneut geändert.
Weitere Seegebiete in der westlichen Nordsee sind u. a.:
- Viking
- Forties
- Dogger
- Humber und Thames